# KV2
KV2 es una tumba egipcia del llamado Valle de los Reyes, situado en la orilla oeste del Nilo, a la altura de la moderna ciudad de Luxor. Perteneció al faraón Ramsés IV.

## Marco histórico

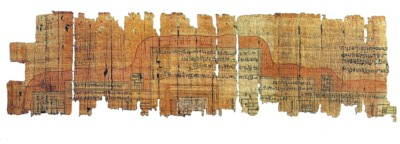
Plano egipcio antiguo de la tumba de Ramsés IV.

Catalogada como la tumba n.º 2 del Valle de los Reyes (KV2), en ella sería enterrado el tercer faraón de la dinastía XX. Este monarca gobernó de 1153 a 1147 a. C. (unos seis años y ocho meses), y por sus huellas sabemos que pretendió ser un gran constructor, pero debido a la pobreza del país y a su breve reinado todas sus esperanzas se truncaron. Conocemos pocas cosas de él y de sus sucesores, pero se cree que apenas salió de su capital del delta, Pi-Ramsés, dejando Tebas y el Alto Egipto en manos de la nobleza y, sobre todo, de la casta sacerdotal.
Parece ser que Ramsés IV (cuyo nombre completo en el trono sería el de Heqamaatra-Setepenamón Ramsés-Heqamaatra-Meriamón) tuvo que hacer frente a serios problemas de un Estado cada vez más lejano a su edad dorada: la conspiración que probablemente había acabado con la vida de su padre, el faraón Ramsés III, no es más que una muestra de la crisis interna que vivía el país. Toda esta inestabilidad y decadencia se comienzan a percibir incluso en todo lo referente a la tumba del faraón, objeto de nuestro estudio: para su construcción se tuvo que volver a negociar con los constructores de tumbas de Deir el-Medina, de nuevo en huelga por el reducido salario y las duras condiciones de trabajo.

## Situación
KV2, al igual que el resto de las tumbas reales de época ramésida, presenta un solo pasaje recto y carece de pozo funerario. Es uno de los sepulcros más septentrionales del Valle, situado entre KV1 y KV7, y justo enfrente de KV3. No tiene pérdida, pues está situada en la segunda vía a la derecha según se entra en el Valle de los Reyes.
La historia de la construcción de KV2, se relaciona con la tensión existente entre los funcionarios del faraón y los constructores de tumbas (los pobladores de Deir el-Medina). Sólo unos pocos años después de la primera huelga conocida de la historia, acaecida bajo Ramsés III, su hijo y sucesor tuvo que hacer frente a más presiones del gremio, que exigía mejores condiciones y menor racionamiento de los recursos. La presión fue muy fuerte y, en vez de seguir la costumbre de comenzar la tumba luego de acceder el rey al trono, lo hicieron cuando ambas partes llegaron a un acuerdo, quince meses después de la coronación efectiva de Ramsés IV.
Globalmente, se podría decir que KV2 presenta el mismo perfil que el resto de las tumbas ramésidas, con poca inclinación y cámaras laterales, aunque es un tanto reducida en comparación con otros faraones. El diseño de la tumba se resume en las siguientes estancias: la típica rampa de entrada (A), tres corredores de ligera inclinación (B, C, D) seguidos de una pequeña cámara (E) y de la propia cámara sepulcral (J). Ésta a su vez tiene anexo un pequeño pasillo (K) con tres receptáculos (denominados Ka, Kb y Kc). La muerte temprana de su ocupante hizo que los constructores de la tumba convirtiesen la cámara J, hasta entonces destinada a ser una cámara de pilares, en la sepulcral, y que los comienzos de un nuevo corredor (K) tuvieran que ser interrumpidos y rápidamente acabados mientras el difunto estaba siendo embalsamado. Por tanto, y pese a que KV2 no es una de las tumbas más grandes del Valle es muy especial por presentar notables cambios en la disposición final que, sin embargo, no desmerecen al lugar.

## Decoración

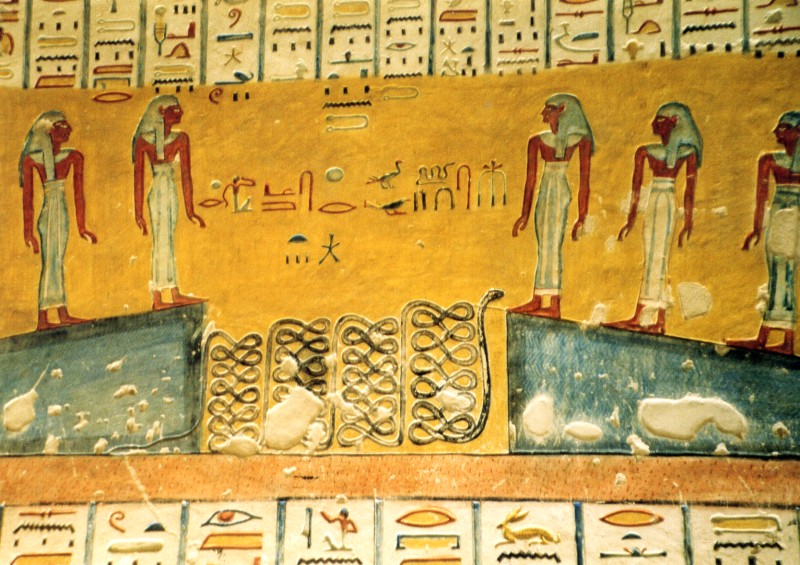
Pinturas de KV2.

Pese a estar abierta desde la Antigüedad, la tumba se encuentra mayoritariamente intacta, y mantiene en un estado de conservación aceptable sus frescos, de una calidad notable. Además, es una tumba en cierto sentido innovadora, pues presenta por primera vez dos textos funerarios inéditos y de gran belleza.
- Como es habitual, en la rampa de entrada A no existe ninguna decoración, exceptuando la entrada a la estancia siguiente, donde aparece el disco solar flanqueado por diosas.
- Los pasillos B y C presentan la Letanía de Ra, un motivo muy usual en la época ramésida. Ramsés IV sería el penúltimo faraón en incluirla en su tumba.
- El corredor B también muestra escenas del monarca ante el dios Ra-Horajti.
- El corredor D muestra, por primera vez en una tumba, el Libro de las Cavernas.
- En la antecámara (E) existen numerosas escenas del Libro de los Muertos.
- En la cámara sepulcral (J) se nos presentan partes del Libro de las Puertas, del Libro del Amduat y, en el techo, también por primera vez, el Libro de los Cielos (en lugar de la típica representación del cielo que aparece en la mayoría de las tumbas reales).
- En el pasillo K y las cámaras anexas existen más partes del Libro de las Cavernas y representaciones del rey rodeado de algunos dioses. Además, en la cámara Kb aparecen objetos funerarios que probablemente estuvieran colocados en aquel mismo lugar.
- También se han podido localizar varios graffiti. Hay al menos setecientos de origen grecorromano, además de unos cincuenta coptos en toda la extensión de la tumba.

Algunos frescos únicos en el Valle son la aparición de los dioses Shu y Tefnut en el Libro de los Cielos, o las curiosas figuras mumiformes de las salas Ka y Kc.

## Excavación
Al contrario que otras tumbas, KV2 nunca ha sido objeto de un gran interés por parte de los expertos, sobre todo porque parece ser que no queda nada más que descubrir acerca de ella. Al haber estado abierta en toda su extensión desde hace siglos, no han hecho falta titánicas actividades para remover los escombros, ya que tan sólo hay registradas dos exacavaciones en la historia reciente: una en la temporada 1905-1906 por Edward R. Ayrton y otra en 1920 por Howard Carter, cuando éste ya trabajaba para el Conde de Carnavon.
Sin embargo, mucho antes de estos arqueólogos, KV2 ya había sido visitada por otros muchos expertos que se dedicaron a traducir sus inscripciones o hacer planos y dibujos del lugar. Tal es el caso de grandes conocidos de la egiptología como Richard Pococke o James Burton.
Los trabajos de Ayrton y Carter, trajeron a la luz la mayoría de los objetos que se suelen encontrar en las tumbas reales de la época: ushebtis, restos de muebles funerarios, ostrakas e incluso restos humanos que se han datado en épocas muy posteriores, pertenecientes a un enterramiento intruso o a posibles habitantes de la tumba (que sin duda sería muy utilizada por monjes o eremitas en época copta).

## La momia real
Al morir Ramsés IV, su hijo y sucesor Ramsés V mandó enterrarlo en KV2, destinada a tal propósito, aunque sabemos que no estaba aún completa y tuvo que acabarse con precipitación. El sarcófago exterior, de 2,5 m de altura, sigue aún en la tumba, y se encuentra roto (probablemente ya desde la antigüedad).
En cuanto a la momia real, ha sido una de las que se hallaron en el escondite de KV35, y está perfectamente identificada, pese a que ocupaba un sarcófago de madera en principio destinado a un sacerdote de nombre Aha. Desconocemos cuál fue el viaje que tuvo que sufrir, pero es de suponer que descansó en KV2 hasta, aproximadamente, el año 13 del reinado de Esmendes I, cuando sería trasladada junto con tantos otros ilustres soberanos a un lugar a salvo de los violadores de tumbas.
El cadáver del faraón se encuentra en buen estado de conservación, salvo algunos percances quizás sufridos durante el traslado o por los ladrones de tumbas (un pie roto, un agujero en el cráneo y la falta de las uñas de las manos). Se cree que Ramsés IV tendría alrededor de 50 años -quizás más- cuando le llegó la muerte y no se ha encontrado nada que haga suponer que no fuera por causas naturales.